# 猪俣浩
猪俣 浩（いのまた ひろし、1931年2月5日 - 2002年6月7日）は英文学者。学習院大学名誉教授。東京都出身。

## 家族
- 猪俣雅子（妻）

## 経歴
1956年に東京大学大学院人文科学研究科英語英文学専門課程修士課程を修了。その後、東京水産大学助教授、千葉大学助教授を経て学習院大学英米文学科教授に就任した。主にイギリスルネサンス文芸とシェイクスピアを研究。
2002年6月7日午後8時15分、心不全の為、静岡県東伊豆町の病院で死去、71歳。

## 著書
- 「現代詩と伝統」
- 「現代の思想家・マクルーハン」